# Hexagonia (kever)
Hexagonia is een geslacht van kevers uit de familie van de loopkevers (Carabidae). De wetenschappelijke naam van het geslacht is voor het eerst geldig gepubliceerd in 1825 door Kirby.

## Soorten
Het geslacht Hexagonia omvat de volgende soorten:
- Hexagonia andrewesi Jedlicka, 1935
- Hexagonia angustula Peringuey, 1904
- Hexagonia apicalis Schmidt-Gobel, 1846
- Hexagonia bencoulensis Pouillade, 1914
- Hexagonia bicolor Mateu, 1958
- Hexagonia bowringi Schaum, 1863
- Hexagonia brazzai Alluaud, 1931
- Hexagonia castanea Jedlicka, 1936
- Hexagonia caurina Andrewes, 1935
- Hexagonia cephalotes (Dejean, 1826)
- Hexagonia collarti Basilewsky, 1948
- Hexagonia concolor Mateu, 1958
- Hexagonia cyclops (Matsumara, 1910)
- Hexagonia dohrni Andrewes, 1930
- Hexagonia elongata Dupuis, 1913
- Hexagonia eucharis Alluaud, 1932
- Hexagonia fleutiauxi Dupuis, 1913
- Hexagonia gracilis Pouillade, 1914
- Hexagonia gressitti Darlington, 1971
- Hexagonia guineensis Alluaud, 1931
- Hexagonia immaculata (Chaudoir, 1861)
- Hexagonia insignis (Bates, 1883)
- Hexagonia klapperichi Jedlicka, 1953
- Hexagonia longithorax Wiedemann, 1823
- Hexagonia lucasseni Van de Poll, 1889
- Hexagonia major Burgeon, 1937
- Hexagonia natalensis (Chaudoir, 1861)
- Hexagonia nigrita Van de Pali, 1889
- Hexagonia palauensis Darlington, 1970
- Hexagonia pallida Chaudoir, 1878
- Hexagonia papua Darlington, 1968
- Hexagonia praeusta (Chaudoir, 1861)
- Hexagonia punctatostriata (LaFerte-Senectere, 1849)
- Hexagonia sauteri Dupuis, 1912
- Hexagonia scabricollis (Klug, 1834)
- Hexagonia seyrigi Jeannel, 1948
- Hexagonia spinigera Andrewes, 1941
- Hexagonia stenodes Andrewes, 1935
- Hexagonia terminalis Gemminger & Harold, 1868
- Hexagonia terminata Kirby, 1825
- Hexagonia treichi Alluaud, 1925
- Hexagonia umtalina Peringuey, 1904
- Hexagonia uninotata Andrewes, 1935
- Hexagonia vartianorum Jedlicka, 1967
- Hexagonia venusta Peringuey, 1904
- Hexagonia watanabei Morita & Toyoda, 2002
- Hexagonia zumpti Liebke, 1939